# Locronan

Locronan este o comună în departamentul Finistère, Franța. În 1 ianuarie 2022 avea o populație de 806 de locuitori.